# Ґорґ-Багі
Ґорґ-Багі (перс. گرگ باغي) — село в Ірані, у дегестані Алішар, у бахші Харкан, шахрестані Зарандіє остану Марказі. За даними перепису 2006 року, його населення становило 221 особу, що проживали у складі 52 сімей.

## Клімат
Середня річна температура становить 10,99°C, середня максимальна – 30,34°C, а середня мінімальна – -10,65°C. Середня річна кількість опадів – 262 мм.
| Клімат поселення                              | Клімат поселення | Клімат поселення | Клімат поселення | Клімат поселення | Клімат поселення | Клімат поселення | Клімат поселення | Клімат поселення | Клімат поселення | Клімат поселення | Клімат поселення | Клімат поселення | Клімат поселення |
| Показник                                      | Січ.             | Лют.             | Бер.             | Квіт.            | Трав.            | Черв.            | Лип.             | Серп.            | Вер.             | Жовт.            | Лист.            | Груд.            |                  |
| Середній максимум, °C                         | 5,96             | 7,00             | 11,60            | 18,51            | 23,08            | 28,87            | 30,34            | 29,79            | 25,21            | 18,82            | 12,12            | 6,37             |                  |
| Середня температура, °C                       | −2,34            | −1,31            | 3,29             | 10,18            | 14,77            | 20,54            | 24,36            | 23,80            | 19,23            | 12,83            | 6,14             | 0,39             |                  |
| Середній мінімум, °C                          | −10,65           | −9,62            | −5,02            | 1,88             | 6,46             | 12,22            | 18,39            | 17,84            | 13,26            | 6,85             | 0,16             | −5,6             |                  |
| Норма опадів, мм                              | 32               | 34               | 48               | 42               | 33               | 5                | 2                | 1                | 0                | 12               | 21               | 32               |                  |
| Середньомісячна швидкість вітру, м/с          | 1.76             | 2.02             | 3.06             | 3.14             | 2.74             | 2.55             | 2.54             | 2.43             | 2.24             | 2.10             | 1.83             | 1.30             |                  |
| Середньомісячна сонячна радіація, кДж/м²·день | 8532             | 11416            | 14033            | 17612            | 21731            | 26149            | 25935            | 23386            | 19867            | 14333            | 10418            | 8470             |                  |
| --------------------------------------------- | ---------------- | ---------------- | ---------------- | ---------------- | ---------------- | ---------------- | ---------------- | ---------------- | ---------------- | ---------------- | ---------------- | ---------------- | ---------------- |
| Джерело:                                      |                  |                  |                  |                  |                  |                  |                  |                  |                  |                  |                  |                  |                  |